# Гун Андрій Леонтійович
Андрі́й Лео́нтійович Гун (нар. 14 (26) квітня 1841, Петербург — пом. 1924) — російський архітектор німецького походження. 1860 року вступив до Петербурзької Академії мистецтв, яку закінчив 1864 року. Під час навчання отримав І срібну медаль за проєкт монастирських воріт з дзвіницею у 1863 році та звання художника з чином XIV класу. З 1867 року отримав звання академіка архітектури, а з 1907 року став дійсним членом Академії мистецтв. Також був почесним членом Петербурзького інституту цивільних інженерів.
Працював у майстерні В. Резанова, брав участь у спорудженні палацу великого князя Володимира Олександровича в Петербурзі, збудував кілька прибуткових будинків і громадських споруд у Петербурзі й Москві. Виконував конкурсні проєкти. Для робіт гуна характерні неоренесанс та неоросійський стилі.
Кілька робіт авторства Гуна є і в Україні:
- добудова особняка Миколи Терещенка, тепер — Київська національна картинна галерея, роботи велися в 1882—1884
- Анастасіївський собор у Глухові, збудований у 1885—1886 роках